# 앨 애틀리스

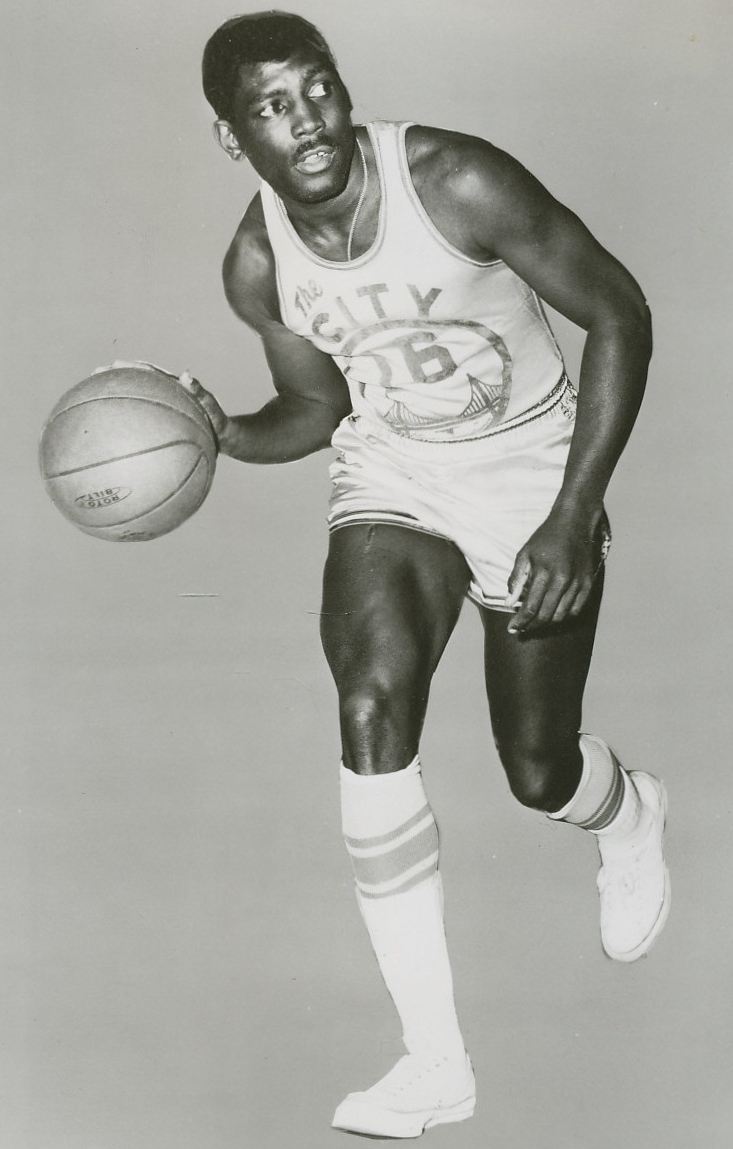
1970년 당시 모습

앨 애틀리스(Al Attles) 또는 앨빈 애틀리스(본명: Alvin Austin Attles Jr., 1936년 11월 7일~2024년 8월 20일)는 NBA(전미 농구 협회)의 골든스테이트 워리어스에서 프로 경력 전체를 보낸 미국 프로 농구 선수, 코치 및 임원이었다. "파괴자"(Destroyer)라는 별명을 가진 그는 포인트 가드 포지션을 맡았다. 애틀리스는 1960년 NBA 드래프트에서 워리어스에 의해 선발되어 팀과 함께 11시즌을 뛰었다. 필라델피아에 있을 때 팀에 합류했고 1962년에 베이 에어리어로 옮겨갔다. 자신의 마지막 시즌에 선수 겸 코치를 맡았다. 1970년에 경력을 쌓았고 은퇴 후에도 감독으로 남았다. 애틀리스는 1975년에 워리어스를 NBA 챔피언십으로 이끌었다. 1983년에 감독직에서 물러났고 1983년부터 86년까지 워리어스의 총감독을 역임했다. 애틀리스는 남은 생애 동안 워리어스에 고용되어 팀 대사 및 지역 사회 관계 대표를 포함한 역할을 수행했다.
애틀리스의 16번은 1977년 워리어스에 의해 영구 결번되었다. 2019년 네이스미스 농구 명예의 전당에 헌액되었다.